# دونال برادلي
دونال برادلي (بالإنجليزية: Donal Bradley)‏ هو فيزيائي بريطاني، ولد في 1962.

## وصلات خارجية
- الموقع الرسمي